# Bol'šaja
Bol'šaja in russo Большая? è una località che si trova nel Krasnoborskij rajon dell'Oblast' di Arcangelo, in Russia.